# Motorola Dragonball

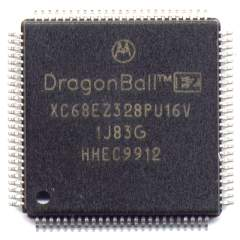
Un microprocessore Motorola DragonBall EZ

Il DragonBall, o MC68328, di Motorola/Freescale Semiconductor, è un microcontroller basato sul core del famoso 68000, ma implementato come versione a basso consumo, tutto in uno, per uso nei palmari. È stato progettato da Motorola a Hong Kong.
Le prime versioni della piattaforma Palm Computing sono state il progetto di maggior successo basato sul DragonBall; dal Palm OS 5 in poi però questo è stato sostituito dal processore XScale di Intel, basato sull'architettura ARM.
Il processore è usato anche in alcuni word processor portatili della linea AlphaSmart, come il Dana e il Dana Wireless.
I modelli di base 68328 e DragonBall EZ (MC68EZ328) possono operare a frequenze di clock fino a 16,58 MHz ed eseguire fino a 2,7 MIPS (milioni di istruzioni al secondo). Il modello DragonBall VZ (MC68VZ328) è stato esteso a 33 MHz, pari a 5,4 MIPS, mentre il DragonBall Super VZ (MC68SZ328) a 66 MHz, pari a 10,8 MIPS.
È un microprocessore a 16 bit con un bus indirizzi interno ed esterno a 32 bit (le versioni EZ e VZ hanno il bus indirizzi esterno di 24 bit). Ha molte funzioni interne, come un controller per display a colori e in bianco e nero, suono, porta seriale con supporto UART e IRDA, bootstrap da UART, orologio in tempo reale, può accedere direttamente alle memorie DRAM, Flash ROM e mask ROM, e supporta anche i touch screen.
È un computer completo su un chip; prima del DragonBall EZ, i palmari Palm avevano il doppio di circuiti integrati.
Le serie più recenti di microcontroller DragonBall MX (successivamente chiamata serie i.MX; nota anche come serie MC9328MX) concepite per applicazioni simili a quelle dei primi dispositivi DragonBall, sono basati sul core ARM9 o ARM11 invece che sul core del 68000.